# Горан Шаула
Горан Шаула (1. септембар 1970. Нови Сад, САП Војводина, СР Србија, СФР Југославија) је бивши српски фудбалер, интернационалац и репрезентативац.
Сматра се за једног од најбољих домаћих дефанзиваца и играча Војводине у последњој деценији 20. века.
Сениорску фудбалску каријеру је почео 1990. године у матичном клубу ФК Војводина, чији је члан био наредних шест година. Сезону 1995/96 завршава као први стрелац тима са девет голова, након чега прелази у Компостелу, тадашњег шпанског прволигаша.
Био је један од учесника прве међународне фудбалске утакмице коју је СР Југославија одиграла након укидања спортских санкција у граду Порто Алегре 23. децембра 1994. против тадашњег светског првака Бразила.